# Cyberpunk: Edgerunners
Cyberpunk: Edgerunners (サイバーパンク エッジランナーズ Saibāpanku Ejjirannāzu?) es un ONA distribuido por Netflix, basado en el videojuego Cyberpunk 2077 distribuido por CD Projekt RED, que a su vez es una adaptación del famoso juego de rol Cyberpunk, creado por Mike Pondsmith. Es dirigida por Hiroyuki Imaishi, director de Gurren Lagann, Kill la Kill y Promare, y el guion fue escrito por Yoshiki Usa y Masahiko Ōtsuka (este último como codirector). Fue coproducida por el estudio de animación Studio Trigger en colaboración con la desarrolladora polaca CD Projekt RED.
El anime es una precuela y está ambientado un año antes de los sucesos del videojuego Cyberpunk 2077, contando un argumento independiente del juego. Su estreno fue distribuido el 13 de septiembre de 2022 en su plataforma de Netflix. En octubre de 2022, CD Projekt había anunciado inicialmente que el anime no recibiría una segunda temporada y declaró que, si bien estaban abiertos a colaborar con Trigger para proyectos futuros, Cyberpunk: Edgerunners siempre se había planeado como un trabajo independiente.
En 2023 ganó la categoría Anime del Año, en la 7.ª edición de los Crunchyroll Anime Awards, convirtiéndose en la primera serie de adaptación y precuela de videojuegos en ganar, así como Zach Aguilar, quien también ganó el premio a Mejor Interpretación de Voz (inglés) por su trabajo como David Martinez. En septiembre de 2024, Netflix había anunciado un adelanto sobre una futura colaboración entre Netflix, CD Projekt y Cyberpunk 2077, indicando un "regreso a Night City". Una serie secuela independiente, titulada Cyberpunk: Edgerunners II, se anunció en julio de 2025.

## Sinopsis
La historia de Cyberpunk: Edgerunners transcurre en la ciudad estadounidense de Night City, una megaciudad en el Estado Libre de California del Norte. Dicha ciudad sufre una gran corrupción, adicción cibernética y violencia de pandillas. La ciudad está dividida en seis distritos, cada uno de los cuales tiene sus propios requisitos de vida precisos, y está controlada por varias megacorporaciones diferentes, incluidas Arasaka Corporation y su rival Militech Corporation. La historia del anime se desarrolla principalmente en Santo Domingo, el distrito más antiguo, pobre e industrial de Night City.
En una distopía invadida por la corrupción, el crimen y los implantes cibernéticos, un joven impulsivo pero talentoso llamado David Martinez, después de perder todo lo que tiene en un tiroteo desde un vehículo, toma la decisión de sobrevivir en el lado equivocado de la ley como un «edgerunner»: un mercenario del mercado negro de alta tecnología también conocido como «cyberpunk» para así poder finalmente ganarse la vida por medio de encargos.

## Personajes
David Martinez (デイビッド・マルティネス Deibiddo Marutinesu?)
Voz por:Kenn (japonés), Zach Aguilar (inglés).
Un adolescente de ascendencia hispana que estudia en la prestigiosa Academia Arasaka. Debido a que proviene de una familia pobre, sus compañeros de clase lo acosan sin descanso y siente que no pertenece a la escuela. Una tragedia repentina y devastadora lo lleva a abandonar su educación y lo pone en el camino de convertirse en un «edgerunner».
Lucyna "Lucy" Kushinada (ルーシー Rūshī?)
Voz por: Aoi Yūki (japonés), Emi Lo (inglés).
Una joven «netrunner» que se involucra románticamente con David y le presenta el inframundo criminal de Night City. Tiene un odio particular hacia Arasaka y sueña con viajar a la Luna.
Maine (メイン Mein?)
Voz por Hiroki Tōchi (japonés), William C. Stephens (inglés).
Un edgerunner veterano que comanda su propia pandilla. Es uno de los clientes de Glora y permite a David unirse al grupo bajo su guía.
Dorio (ドリオ?)
Voz por: Michiko Kaiden (japonés), Marie Westbrook (inglés).
Una edgerunner veterana y mano derecha de Maine. Es muy fuerte y a pesar de su apariencia ruda, tiene un lado tierno que solo muestra a las personas en las que confía.
Pilar (ピラル Piraru?)
Voz por: Wataru Takagi (japonés), Ian James Corlett (inglés).
Un edgerunner de vanguardia al que se le describe como un «techie», cósmico y tosco. Él y su hermana Rebecca generalmente se unen al equipo de Maine para hacer trabajos de mercenarios.
Rebecca (レベッカ Rebekka?)
Voz por: Tomoyo Kurosawa (japonés), Alex Cazares (inglés).
Una edgerunner de gatillo fácil miembro de la pandilla de Maine. Ella es también la hermana menor de Pilar.
Kiwi (キーウィ Kīwi?)
Voz por: Takako Honda (japonés), Stephanie Wong (inglés).
Una netrunner veterana que siempre es fría y estoica. Es parte del grupo de Maine y también sirve como mentora de Lucy.
Falco (ファルコ Faruko?)
Voz por: Yasuyuki Kase (japonés), Matthew Mercer (inglés).
Un miembro del grupo de Main que trabaja como conductor de escape del grupo.
Gloria Martinez (グロリア・マルティネス Guroria Marutinesu?)
Voz por: Yurika Hino (japonés), Gloria Garayua (inglés).
Madre de David y paramédica que trabaja incansablemente para pagar por los estudios de David en la academia de Arasaka.
Ripperdoc (リパードク Ripādoku?)
Voz por: Kenjirō Tsuda (japonés), Borge Etienne (inglés).
Siendo conocido también como «Doc», es un «ripperdoc» de Santo Domingo que reparte productos del mercado negro a los residentes de la zona, algo que para el propio David está al tanto para ponerse implantes cibernéticos en su cuerpo como para adquirir inmunosupresores.
Adam Smasher (アダム・スマッシャー Adamu Sumasshā?)
Voz por: Yukihiro Misono (japonés), Alec Newman (inglés).
Un sanguinario supersoldado cíborg que trabaja para Arasaka como jefe de seguridad. Se ha labrado el nombre como leyenda.
Faraday (ファラデー Faradē?)
Voz por: Kazuhiko Inoue (japonés) Giancarlo Esposito (inglés).
Un reparador que trabaja para Militech. Tiene una relación comercial con la tripulación de Maine y, a menudo, los encarga para realizar trabajos que generalmente involucran el robo de datos valiosos y ultrasecretos de Arasaka.

## Doblaje
| Personaje               | Seiyū Japón      | Actor de doblaje Estados Unidos | Actor de doblaje Hispanoamérica | Actor de doblaje España |
| ----------------------- | ---------------- | ------------------------------- | ------------------------------- | ----------------------- |
| David Martinez          | Kenn             | Zach Aguilar                    | José Ángel Torres               | Raúl Lara               |
| Lucyna "Lucy" Kushinada | Aoi Yūki         | Emi Lo                          | María José Moreno               | Mayté Mira              |
| Dorio                   | Michiko Kaiden   | Marie Westbrook                 | Kerygma Flores                  |                         |
| Kiwi                    | Takako Honda     | Stephanie Wong                  | Jocelyn Robles                  |                         |
| Maine                   | Hiroki Tōchi     | William C. Stephens             | Humberto Solórzano              | Roberto Encinas         |
| Pilar                   | Wataru Takagi    | Ian James Corlett               | Armando Guerrero                |                         |
| Rebecca                 | Tomoyo Kurosawa  | Alex Cazares                    | Melissa "Meli G" Gedeón         | Ingrid Elwes            |
| Falco                   | Yasuyuki Kase    | Matthew Mercer                  | Edson Matus                     | Alfredo Martínez        |
| Kate                    | Tomoko Shiota    | Rachel Robinson                 | Erica Edwards                   |                         |
| Douglas                 | Hiroshi Yanaka   | Bill Butt                       | Juan Carlos Tinoco              |                         |
| Tanaka                  | Tetsuo Komura    | Paul Nakauchi                   | Sebastián Llapur                | Txema Moscoso           |
| Katsuo Tanaka           | Kaito Ishikawa   | Aleks Le                        | Arturo Castañeda                | Jorge Saudinós          |
| Adam Smasher            | Yukihiro Misono  | Alec Newman                     | Idzi Dutkiewicz                 |                         |
| Gloria Martinez         | Yurika Hino      | Gloria Garayua                  | Analiz Sánchez                  | Míriam Valencia         |
| Faraday                 | Kazuhiko Inoue   | Giancarlo Esposito              | Raúl Anaya                      |                         |
| Doc                     | Kenjirō Tsuda    | Borge Etienne                   | Carlo Vázquez                   | Pablo Concejero         |
| Jimmy "J.K." Kurosaki   | Yoshito Yasuhara | Kirk Thorton                    | Christian Strempler             |                         |
| Wakako Okada            | Kaoru Katakai    | Ren Hanami                      | Gabriela Guzmán                 |                         |

## Desarrollo
La serie se anunció durante una transmisión en vivo de "Night City Wire" para el juego el 25 de junio de 2020. El estudio de animación japonés Studio Trigger decidió colaborar con la desarrolladora polaca CD Projekt RED para realizar una historia derivada del videojuego Cyberpunk 2077 para la cadena de streming on-demand Netflix. Hiroyuki Imaishi, director de Gurren Lagann, Kill la Kill y Promare, es el encargado de dirigir la adaptación al anime de Netflix junto con Masahiko Ōtsuka e Hiromi Wakabayashi. Los diseñadores Yoh Yoshinari y Hiroyuki Kaneko, quienes ya habían trabajado anteriormente en Little Witch Academia y BNA: Brand New Animal, serán los encargados del diseño de los personajes y el guion adaptado de Yoshiki Usa (quien hizo su participación en SSSS.Gridman y Promare) y Masahiko Ōtsuka. La dirección creativa estuvo a cargo de Hiromi Wakabayashi y la banda sonora del anime está compuesta por Akira Yamaoka, famoso compositor de la serie de videojuegos Silent Hill.
El teaser tráiler se presentó el 8 de junio de 2022 en la Geeked Week 2022 del canal de Netflix. El tráiler oficial fue publicado el 1 de agosto de 2022 con un reparto de actores de voz en idioma japonés y se estrenó el 13 de septiembre de 2022 en Netflix. Un evento de vista previa organizado por CD Projekt RED que mostró los tres primeros episodios del anime se llevó a cabo el 12 de septiembre de 2022.
El tema de apertura es "This Fire" de la banda de rock escocesa Franz Ferdinand, mientras que el tema de cierre es "Let You Down" de Dawid Podsiadło.

### Lista de episodios
| # | Título            | Estreno                                           |
| --- | ----------------- | ------------------------------------------------- |
| 1 | «Let You Down»    | 13 de septiembre de 2022 12 de septiembre de 2022 |
| David Martinez es un joven que asiste a la prestigiosa Academia Arasaka a instancias de su madre Gloria, a pesar de que tienen dificultades económicas. Para seguir asistiendo a clase, David modifica ilegalmente su software cibernético para evitar pagar por una actualización requerida. Sin embargo, las modificaciones terminan colapsando el sistema de la escuela y Gloria acepta pagar los daños. De camino a casa, David discute brevemente con su madre antes de verse envueltos en una batalla callejera, dejando a Gloria gravemente herida. David logra acceder a la cuenta de ahorros de Gloria para pagar sus costos médicos y descubre que ella había robado un implante Sandevistan de grado militar. Después de ser agredido por su compañero de clase Katsuo, David descubre consternado que la condición de Gloria empeoró y murió en el hospital. David queda completamente arruinado y se encuentra con Doc, un ripperdoc local que rutinariamente le proporciona neurodanzas ilegales (grabaciones virtuales de los recuerdos de otros) y le solicita que instale el Sandevistan en su cuerpo. |                   |                                                   |
| 2 | «Like a Boy»      | 13 de septiembre de 2022 12 de septiembre de 2022 |
| Doc accede a instalar el Sandevistan, que otorga a David mayor velocidad y reflejos. Con su nueva fuerza, David regresa a la escuela y se venga de Katsuo agrediéndolo a plena luz del día y como consecuencia, termina siendo expulsado de la Academia Arasaka. El padre de Katsuo, Tanaka, un ejecutivo de Arasaka Corporation, se da cuenta de que David puede utilizar el Sandevistan sin efectos secundarios aparentes, lo que lo convertiría en un valioso sujeto de prueba para la megacorporación. Mientras tanto, mientras David deambula sin rumbo fijo por la ciudad, se encuentra con una joven y hermosa carterista llamada Lucy que accede a tomarlo como socio. Después de una noche robando marcas, David se derrumba debido al uso excesivo de su Sandevistan. Lucy lleva a David de regreso con Doc, quien le receta inmunosupresores y le advierte que no use su Sandevistan más de dos o tres veces al día, aunque él nota que David parece tener una tolerancia notable. Lucy invita a David a su apartamento, donde le confiesa que su sueño es migrar fuera del mundo a una colonia lunar. Ella le muestra a David una reconstrucción virtual de la superficie lunar, pero resulta ser una estratagema para vender a David a una pandilla de edgerunners. |                   |                                                   |
| 3 | «Smooth Criminal» | 13 de septiembre de 2022 12 de septiembre de 2022 |
| David se enfrenta a la pandilla, dirigida por un hombre llamado Maine, quien revela que Gloria le había vendido el Sandevistan y que él es un conocido suyo. David revela que es el hijo de Gloria y se ofrece a trabajar para Maine, demostrando su compatibilidad con Sandevistan. Impresionado y para honrar su amistad con Gloria, Maine permite que David se una a la pandilla. David luego regresa a casa, habiendo perdido su confianza en Lucy. Al día siguiente, David se encuentra con la pandilla y Maine le presenta a los otros miembros: Kiwi, Dorio y Pilar. Luego, David participa en un atraco para robar la navegación de Maxim Kuznetsov, un conductor de Arasaka Corporation. Rebecca hace aparición distrayendo a Maxim, dándole tiempo a David y Lucy para robar los datos que necesitan. Sin embargo, el plan sale mal y David y Lucy se ven obligados a robar la limusina de Maxim para obtener los datos de navegación. Maine los rescata de los motociclistas de Garras de Tygre que buscan reclamar la nueva recompensa que Maxim puso sobre sus cabezas e impresionado con la actuación de David, lo incorpora oficialmente a la pandilla. David también conoce al reparador de Maine, Faraday, que busca información sobre los movimientos de Tanaka. Luego, David recibe un mensaje de la Academia Arasaka, ofreciéndole dejarlo regresar, pero David los rechaza sin rodeos. |                   |                                                   |
| 4 | «Lucky You»       | 13 de septiembre de 2022                          |
| Como nuevo recluta, David recibe capacitación e instrucción de los otros pandilleros, lo que incluye hacer mandados para Pilar y su hermana Rebecca, aprender a conducir desde Maine y trotar y pasar la noche con Lucy. También participa en varios trabajos, como eliminar a la banda de Charrateros y rescatar a Rebecca de la pandilla Maelstrom y ayuda a Lucy con más atracos. Se entera de que Lucy es una netrunner talentosa, pero no mucho más sobre su pasado. David le confía a Maine que siente algo por Lucy, pero está seguro de que ella no corresponde a sus sentimientos y tiene problemas para darse cuenta de cuánto debe confiar en ella. Eventualmente, David comienza a sentirse como en casa con la pandilla. Sin embargo, de camino a casa desde un bar, Pilar comienza a acosar a un vagabundo que orina en la calle. Se revela que el vagabundo tiene ciberpsicosis y de repente mata a Pilar con un lanzador de proyectiles oculta en el brazo. Desesperado por proteger a Lucy, David usa su Sandevistan para matar al ciberpsicópata. David lleva a Lucy a casa mientras la pandilla se encarga del desorden, donde Lucy revela que su sueño de ir a la Luna es genuino. David le promete a Lucy que la llevará a la Luna y ambos se besan. |                   |                                                   |
| 5 | «All Eyes on Me»  | 13 de septiembre de 2022                          |
| La pandilla intenta encontrar más pistas sobre Tanaka, y Kiwi menciona que descubrió que él secretamente se entrega a bailes cerebrales ilícitos creados por "JK". David reconoce eso como el identificador de Jimmy Kurosaki, un famoso director de BD snuff que también sintoniza BD personalizados para clientes especiales, incluido Tanaka y les explica que Tanaka tendrá que estar presente en persona para la afinación. Al ver un potencial para emboscar a Tanaka, la pandilla intenta secuestrar a JK, pero él los engaña, captura a David y huye de la escena con Lucy y Dorio persiguiéndolos. JK somete a David a BD traumáticos en un intento de inducir ciberpsicosis antes de que Lucy y Dorio lo detengan y lo capturen. Sin otra opción, JK acepta atraer a Tanaka, pero no sin antes advertir a David que el Sandevistan inevitablemente lo hará volverse ciberpsicópata. Tanaka llega para reunirse con JK y posteriormente es capturado, pero no antes de que JK sea herido de muerte en el fuego cruzado. Con la llegada de una unidad del Trauma Team, la pandilla se ve obligada a evacuar rápidamente con Tanaka, mientras David sigue preocupado por las palabras de JK. |                   |                                                   |
| 6 | «Girl on Fire»    | 13 de septiembre de 2022                          |
| Maine comienza a desarrollar signos de ciberpsicosis a medida que comienza a tener problemas para controlar sus implantes, se desmaya al azar, tiene alucinaciones y cambios de humor significativos. Esto culmina cuando él pierde el control de sí mismo y ataca a Kiwi mientras ella intenta piratear el software cibernético de Tanaka, hiriéndola gravemente. Lucy acepta tomar el lugar de Kiwi, pero solo con la condición de que Maine se mantenga alejado y David la acompañe. Cuando Lucy se sumerge en la mente de Tanaka, Tanaka recupera la conciencia y le ruega a David que lo deje ir, diciéndole que él fue el responsable de rescindir su expulsión de la Academia Arasaka y que todavía tiene un futuro allí, y que los edgerunners lo matarán después de que extraigan su información para atar cabos sueltos. Esto hace que David dude lo suficiente como para que el implante neural de Tanaka haga un cortocircuito, arriesgándose a matar a Lucy también. Dorio desconecta a Lucy de forma segura, pero su bloqueador fue desactivado y la unidad de Trauma Team ha recibido los signos vitales de Tanaka y están en camino con la policía de Night City. Maine envía a David y Lucy a su vehículo de escape, mientras que él y Dorio llevan a Tanaka para distraer a las autoridades. Sin embargo, durante la batalla, Maine comienza a sucumbir a su ciberpsicosis, lo que resulta en la muerte de Dorio cuando intenta protegerlo. David intenta rescatar a Maine de las fuerzas policiales armadas, pero solo puede mirar impotente cómo un Maine arrepentido se inmola a sí mismo junto con el cadáver de Dorio, así como el cuerpo de Tanaka. Todo lo que David puede hacer es huir con los brazos cibernéticos de Maine. |                   |                                                   |
| 7 | «Stronger»        | 13 de septiembre de 2022                          |
| Algún tiempo después, David se convirtió en el nuevo líder del grupo edgerunner de Maine, después de haber recibido más implantes, incluidos los implantes de brazo de Maine, y convertirse él mismo en un edgerunner de renombre. Sin embargo, no ha podido convencer a Lucy de que se reincorpore a la tripulación. Después de completar con éxito un trabajo para la reparadora Wakako Okada para rescatar a un vip de la pandilla Maelstrom, Faraday se acerca a David, quien le ofrece un trabajo de Militech Corporation contra Arasaka Corporation como prueba para ver si es digno de heredar el último trabajo de Maine para recuperar el datos que Tanaka estaba ocultando. Faraday también solicita que David intente reclutar a Lucy nuevamente. Al regresar a casa, David habla con Lucy, queriendo saber más sobre su pasado. Ella revela que solía formar parte de un equipo especial de edgerunners de Arasaka Corporation criados y entrenados para profundizar en Old Net para recuperar datos perdidos. Sin embargo, el trabajo era extremadamente peligroso ya que los exponía a IA maliciosas y malware que mataron a gran parte del equipo. Finalmente, Lucy pudo escapar de Arasaka Corporation y terminó en Night City. También admite que, si bien antes solo se preocupaba por sí misma, ahora está más preocupada por la salud de David. Más tarde, Lucy mata a un agente de Arasaka Corporation que investiga datos sobre un sujeto de prueba que fue "borrado misteriosamente" de los registros de Tanaka. |                   |                                                   |
| 8 | «Stay»            | 13 de septiembre de 2022                          |
| Asumiendo el trabajo de Faraday, David asesina a un director de laboratorio de Arasaka Corporation, pero muestra signos de ciberpsicosis en el proceso. Mientras tanto, la Contrainteligencia de Arasaka está investigando las misteriosas muertes del personal de Arasaka Corporation. Creyendo que Militech Corporation está involucrado, organizan un intento de asesinato de Faraday, quien escapa por poco. Con Militech negándose a brindarle protección debido a su falta de resultados en la recuperación de datos en el proyecto ciberesqueleto de Arasaka Corporation, Faraday se pone en contacto con ella. Arasaka Corporation está dispuesto a perdonar a Faraday por la muerte de Tanaka, a cambio de que localice al netrunner responsable de ocultar los datos de Tanaka y matar a sus agentes. Mientras tanto, David continúa mostrando más síntomas de ciberpsicosis, además de sufrir un trauma por haber matado a una secretaria inocente que se parecía a Gloria, ya que la mujer también tenía un hijo. Doc recomienda que David reduzca la escala de sus implantes, solo para ser atacado por David, lo que hace poner agria su relación. Una vez más, David intenta reclutar a Lucy, pero ella insiste en que hay algo de lo que debe encargarse primero y David considera romper con ella. Lucy luego detecta a otro agente de Arasaka Corporation que busca los datos de Tanaka y se dirige a matarlo, solo para caer en una trampa tendida por Faraday y Kiwi. |                   |                                                   |
| 9 | «Humanity»        | 13 de septiembre de 2022                          |
| Después de interrogar a Lucy, Faraday y Kiwi descubren que Lucy ha estado ocultando activamente los datos de Tanaka sobre David como posible sujeto de prueba para el ciberesqueleto. Al darse cuenta de esto, Faraday planea ofrecer tanto a Lucy como a David a Arasaka Corporation para asegurar su puesto en la empresa. Para llevar a cabo esto, Faraday le asigna a David la misión de asaltar un convoy de Arasaka Corporation. David recluta la ayuda de Kiwi, Rebecca y Falco y logran apoderarse de la carga principal del convoy, que se revela al ciberesqueleto (siendo un ciberware similar a un mecha que reemplaza los brazos y las piernas de una persona). Luego llega una fuerza de Militech Corporation y gracias a un consejo de Faraday, quien tiene la intención de obligar a David a instalar el ciberesqueleto y usarlo para destruir la fuerza de Militech Corporation como una demostración de su poder. Kiwi escapa cuando Faraday se hace pasar por Lucy para engañarlo para que instale el ciberesqueleto. Lucy logra escapar brevemente y advierte a David sobre la duplicidad de Faraday antes de ser recapturada. Enfurecido, David usa el ciberesqueleto para aniquilar a la fuerza de Militech Corporation, a pesar del enorme número de víctimas que causa en su cuerpo y luego les dice a Rebecca y Falco que irán a rescatar a Lucy y vengarse de Faraday. |                   |                                                   |
| 10 | «My Moon, My Man» | 13 de septiembre de 2022                          |
| David se abre camino a través de las fuerzas de Militech Corporation, Arasaka Corporation y MAXTAC mientras él, Rebecca y Falco se dirigen a la Torre Arasaka. Mientras tanto, la condición de David continúa deteriorándose a medida que se le acaban los inmunosupresores. Mientras tanto, Kiwi tiene dudas sobre trabajar con Faraday y decide cortar los lazos con él, por lo que manda agentes a matarla como un cabo suelto. Finalmente Kiwi es localizada por unos agentes y asesinada por uno de ellos. Antes de morir, en una forma de redimirse, Kiwi avisa a David y a los demás sobre la ubicación de Faraday y Lucy. David ataca la torre, mata a los guardias de Arasaka, rescata a Lucy e incapacita a Faraday. Al darse cuenta de que la situación se ha salido de su control, Arasaka Corporation despliega al cíborg Adam Smasher para acabar con David. Cuando David comienza a sucumbir a la ciberpsicosis, Lucy lo besa, devolviéndole la cordura. Durante la lucha, Faraday es derribado de la torre por Smasher, se cae y muere, luego mata a Rebecca, que esta última protegía a Lucy, David y Falco. David le pide a Falco que se asegure de que Lucy escape mientras él se queda atrás para mantener a raya a Smasher. A pesar de tener el ciberesqueleto, David no es rival para el experimentado Smasher, es derribado y termina siendo asesinado rápidamente, aunque no se arrepiente de saber que Lucy finalmente está a salvo. Algún tiempo después, Lucy cumple su sueño de viajar a la Luna, pero está abatida porque David no está allí con ella. Aunque ella se imagina una visión de él que tenía guardada de David, sientiendose como si él estuviera ahí con ella.                                                |                   |                                                   |

## Recepción
En el sitio web de Rotten Tomatoes, el 100% de las reseñas de 13 críticos son positivas, con una calificación promedio de 8.80/10. El consenso del sitio web dice: "Arrancando Night City con acción frenética y un estilo visual impresionante, Cyberpunk: Edgerunners es una adaptación de anime excepcionalmente elegante del mundo establecido por Cyberpunk". Jonathon Wilson escribió para Ready Steady Cut que "en muchos sentidos, esta es la historia de Cyberpunk que el juego de Cyberpunk 2077 quería contar y no pudo". Matt Kim de IGN elogió la exploración de la vida hostil en Night City, específicamente los efectos visuales y señaló que la atención se centró más en la ciudad que en algunos de los personajes, y lo calificó como "un viaje salvaje, pero que valió la pena cada segundo". En una reseña de Polygon, Kambole Campbell elogió el "lenguaje visual de varios conceptos del juego", así como la "diversidad sónica en su partitura" y descubrió que el mejor aspecto del programa era "[su] capacidad para representar el desprendimiento psicológico de sus personajes sin sentirse inauténticos".
El director de videojuegos Hideo Kojima también elogió el programa, calificándolo de "un milagro de apretar el gatillo al mundo", y comparó favorablemente el arte y el diseño del mundo con el OVA Cyber City Oedo 808 de 1990.
Mike Pondsmith, el creador del juego de rol original Cyberpunk, también elogió el programa y escribió: "Es como ver mi cerebro en una pantalla grande de anime".
El lanzamiento del programa hizo que el interés en Cyberpunk 2077 aumentara drásticamente, con más jugadores simultáneos en Steam que durante el lanzamiento del juego,
 y lo llevó a convertirse en "el juego para un solo jugador más jugado en Steam" por el final de mes. Las ventas de Cyberpunk 2077 también aumentaron drásticamente después del estreno del programa, lo que lo convirtió en el juego número uno en ventas para PC durante la última semana de septiembre de 2022.

## Futuro
En una entrevista con Famitsu, el community manager de CD Projekt, Satoru Honma, dijo que sobre Cyberpunk: Edgerunners no existen planes para una segunda temporada, pero que si alguna vez la hubiera, no sería una continuación de la primera temporada sino "algo completamente diferente".
El 19 de septiembre de 2024, Netflix lanzó un breve avance de un nuevo vínculo con Cyberpunk 2077. Esto sigue los rumores sobre una secuela de Cyberpunk: Edgerunners y el codirector ejecutivo de CD Projekt RED, Michał Nowakowski, señalando planes para más vínculos animados. CD Projekt RED anunció en julio de 2025 que una segunda temporada independiente, Cyberpunk: Edgerunners II, estaba en desarrollo, con la mayor parte del equipo creativo original de regreso y que se emitiría en Netflix. Contará con una historia independiente de la primera temporada. Kai Ikarashi dirigirá la temporada, con Bartosz Sztybor como guionista, productor y showrunner, Ichigo Kanno como diseñador de personajes y Masahiko Otsuka regresando como guionista.

### Otros medios
Está previsto que Lucy aparezca como personaje jugable a través de contenido descargable en Guilty Gear Strive. Está prevista una colaboración entre Cyberpunk: Edgerunners y Wuthering Waves para 2026.
Una serie de manga precuela Cyberpunk: Edgerunners Madness (サイバーパンク: エッジランナーズ MADNESS Saibāpanku Edjirannāzu Maddonesu?), comenzó a publicarse en el sitio web Comic Alive+ de Kadokawa Shoten el 13 de diciembre de 2024. Dark Horse Comics lanzará el manga en inglés en formato de bolsillo en Norteamérica.